# Животворящ източник (Гудели)
„Света Богородица Животворящ източник“ (на гръцки: Ιερός Ναός Ζωοδόχου Πηγής) е православна църква в сярското село Гудели (Вамвакуса), Егейска Македония, Гърция, енорийски храм на Сярската и Нигритска епархия на Вселенската патриаршия.

## История
Църквата е построена в центъра на селото върху по-стар храм около 1930 година. В 1981 – 1984 година е извършен цялостен ремонт, като е добавен нартекс и вътрешността е изписана във византийски стил.